# Günzach
Günzach är en kommun och ort i Landkreis Ostallgäu i Regierungsbezirk Schwaben i förbundslandet Bayern i Tyskland.
Kommunen ingår i kommunalförbundet Obergünzburg tillsammans med köpingen Obergünzburg och kommunen Untrasried.